# Thomas Auerbach
Thomas Auerbach (* 26. Juli 1947 in Leipzig; † 4. Juni 2020 in Berlin) war ein deutscher Bürgerrechtler und politisch Verfolgter in der Deutschen Demokratischen Republik (DDR). Er war als Autor von Sachliteratur zur Aufarbeitung der SED-Diktatur tätig und von 1993 bis 2009 leitender Mitarbeiter des Bundesbeauftragten für die Stasi-Unterlagen (BStU).

## Leben
Nach dem Abschluss an der Polytechnischen Oberschule ging Thomas Auerbach 1964 in die Lehre als Elektromonteur und engagierte sich in der kirchlichen Jugendarbeit. 1965 versuchte ihn das Ministerium für Staatssicherheit (MfS) der DDR als inoffiziellen Mitarbeiter anzuwerben. Auerbach lehnte ab und berichtete in kirchlichen Kreisen von dem Angebot. Im gleichen Jahr verweigerte Auerbach den Wehrdienst in der Nationalen Volksarmee, obwohl es in der DDR kein Recht auf Wehrdienstverweigerung gab. Von 1967 bis 1970 absolvierte Auerbach eine Ausbildung zum Diakon bei der evangelischen Kirche und wurde 1971 Stadtjugendwart der Gemeinde in Jena. Von 1975 bis zu seinem Ausschluss 1976 war Auerbach Mitglied der Blockpartei CDU der DDR.
Im November 1976 rief Auerbach zusammen mit anderen zu Protesten gegen die Ausbürgerung Wolf Biermanns auf und organisierte Unterschriftensammlungen. Unter  dem Vorwurf „staatsfeindlicher Hetze“ und „staatsfeindlicher Gruppenbildung“ wurde Auerbach 1976 verhaftet und im September 1977, nach zehnmonatiger Untersuchungshaft, gegen seinen Willen nach West-Berlin abgeschoben und ausgebürgert.

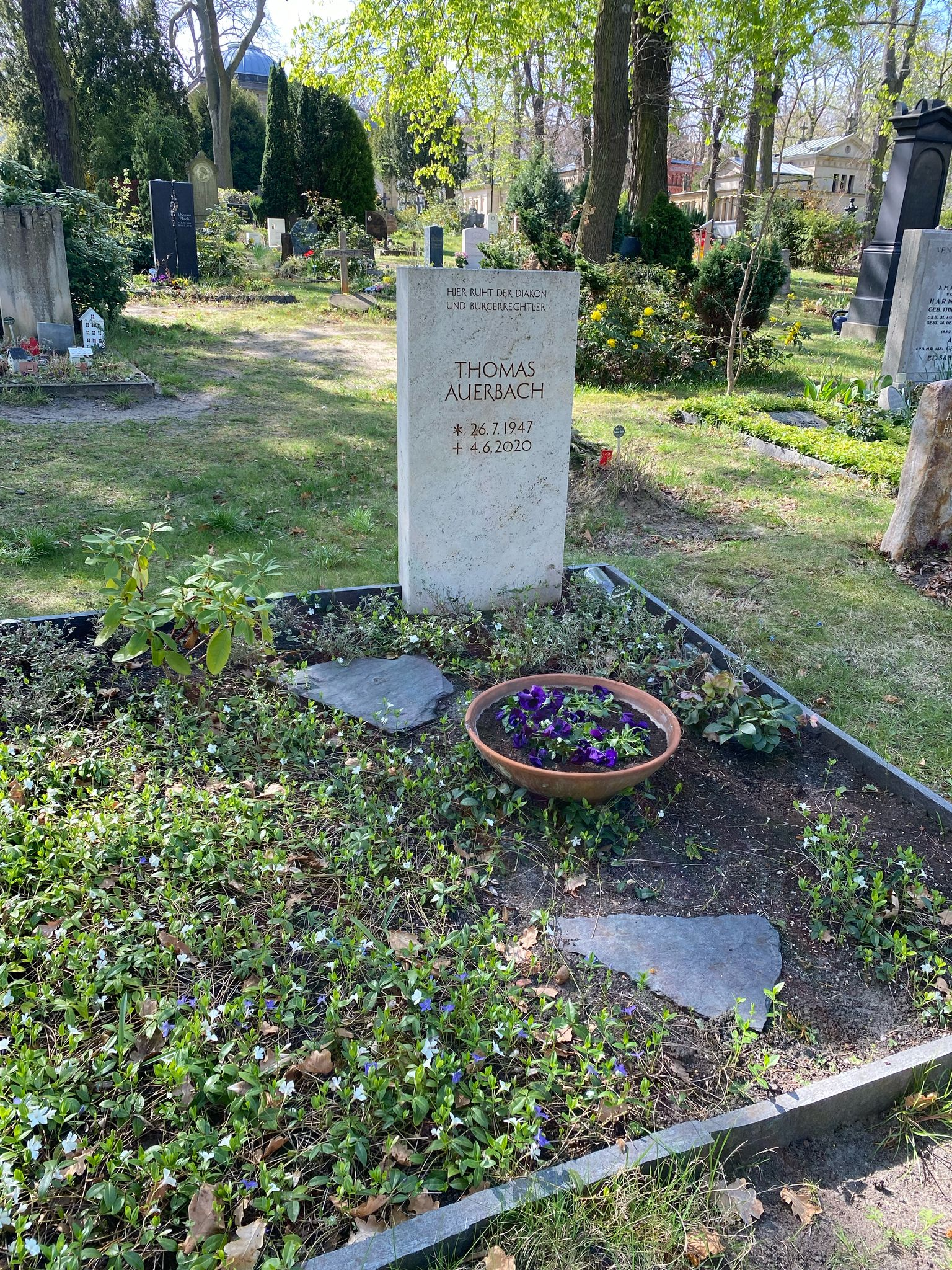
Grabstätte auf dem Alten St.-Matthäus-Kirchhof

In West-Berlin war er zunächst als Religionslehrer und in der kirchlichen Jugendarbeit und später als Referent für politische Erwachsenenbildung am Gesamtdeutschen Institut tätig. Auerbach machte das Abitur nach und begann ein Studium der Erziehungswissenschaften an der Freien Universität Berlin. Mit Jürgen Fuchs, Roland Jahn und anderen unterstützte er Oppositionsgruppen in der DDR. Auerbach war auch in der Friedensbewegung und bei den Grünen in Berlin aktiv.
Nach der Öffnung der innerdeutschen Grenze und während der Wende und friedlichen Revolution in der DDR beteiligte sich Auerbach im Dezember 1989 an der Besetzung der MfS-Bezirksverwaltung in Gera und engagierte sich bei der Aufarbeitung der SED-Diktatur. 1993 wurde Auerbach wissenschaftlicher Mitarbeiter der Abteilung Bildung und Forschung beim Bundesbeauftragten für die Stasi-Unterlagen (BStU). Von 2005 bis 2008 leitete er die Außenstelle des BStU in Schwerin. 1997 trat Auerbach in die CDU ein. 2009 ging er in den Ruhestand. Er lebte im Wendland und seit 2012 wieder in Berlin.
Thomas Auerbach wurde auf dem Alten St.-Matthäus-Kirchhof in Schöneberg beigesetzt. 

## Ehrungen
- Bundesverdienstkreuz am Bande des Verdienstordens der Bundesrepublik Deutschland (2000)

## Werke
- Vorbereitungen auf den Tag X. Die geplanten Isolierungslager des MfS. Berlin 1995.
- Einsatzkommandos an der unsichtbaren Front. Terror- und Sabotagevorbereitungen des MfS gegen die Bundesrepublik Deutschland, Ch. Links Verlag, Berlin 1999, ISBN 3-86153-183-6. (Rezension Auf: www.bstu.bund.de, Internetseite des BStU, Berlin 2015.)
- Mit Ehrhart Neubert: „Es kann anders werden“. Opposition und Widerstand in Thüringen 1945–1989. (Band 3, 2005.)
- Mit Matthias Braun, Bernd Eisenfeld, Gesine von Prittwitz, Clemens Vollnhals: Anatomie der Staatssicherheit: Geschichte, Struktur und Methoden - Hauptabteilung XX: Staatsapparat, Blockparteien, Kirchen, Kultur, „politischer Untergrund“., herausgegeben vom BStU, Abteilung Bildung und Forschung, Berlin 2008, ISBN 978-3-942130-13-4.
- Liquidierung = Mord? Zur vieldeutigen Semantik des Begriffs in den MfS-Unterlagen (PDF; 569 kB) In: Horch und Guck, Zeitschrift des BStU, Ausgabe 1/2008, S. 4–7.